# Neuhaus im Solling
Neuhaus im Solling ist ein zentral im Solling gelegenes und von der Stadt Holzminden eingemeindetes Dorf im Landkreis Holzminden in Niedersachsen (Deutschland). Hierzu gehört auch der kleine Ortsteil Fohlenplacken.

## Geographie

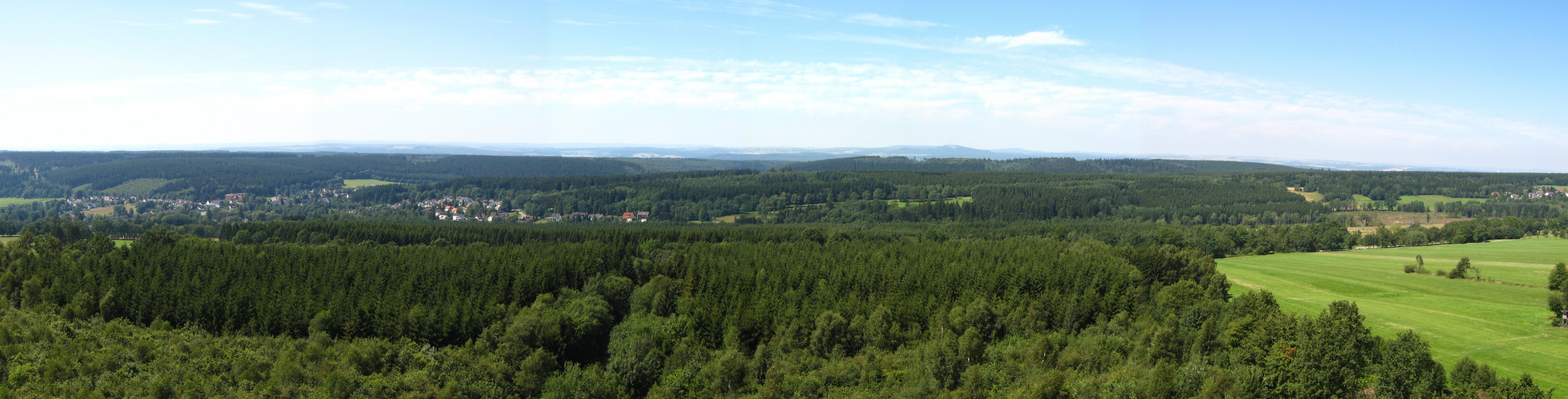
Neuhaus im Hochsolling

Das in Südniedersachsen gelegene Dorf Neuhaus im Solling liegt auf etwa 350 bis 380 m ü. NN im Hochsolling. Es befindet sich im Naturpark Solling-Vogler 10 km südsüdöstlich von Holzminden, knapp 2,5 km südwestlich von Silberborn, knapp 10 km östlich von Höxter, 13 km nordwestlich von Uslar und knapp 13 km westsüdwestlich von Dassel (Entfernungen jeweils Luftlinie).
Der Ort liegt im Wesentlichen in einem geologischen Graben, durch den Fließgewässer und Verkehrswege verlaufen. Durch Neuhaus im Solling fließen die Holzminde, ein südöstlicher Nebenfluss der Weser, sowie die Dölme, ein kleiner nördlicher Zufluss der Ahle. Im Dorf kreuzt die Bundesstraße 497, die von Holzminden im Nordwesten nach Uslar im Südosten führt, die Landesstraße 549, die von Boffzen im Westen über Silberborn nach Dassel im Ost-Nordosten verläuft.
Neuhaus im Solling ist nicht nur von den dichten Wäldern des Sollings umgeben, sondern auch von Weiden und Wiesen wie den Ahlewiesen. Auf dem unweit östlich befindlichen Moosberg, dem dritthöchsten Berg dieses Mittelgebirges, steht der Hochsollingturm.

## Geschichte

### Erste Nutzung der Gemarkung
Neuhaus ist eine neuzeitliche Gründung. In dieser Zentrallage im Solling kommt für eine mittelalterliche Ansiedlung nur ein Platz an der Ahlequelle in Frage, an dem Kloster Hethis vermutet wird.
Im 16. Jahrhundert nutzten Herzog Erich I. und seine Gattin Elisabeth von Calenberg eine Weide mit Hirten in der Gemarkung für Pferde ihres Gestütes in Nienover. Neben der Weide legte der Landesherr im späten 16. Jahrhundert unmittelbar nördlich des Roten Wassers einen sich um ein Molkenhaus gruppierenden Viehwirtschaftshof an, der später zum Vorwerk des Amtes Allersheim wurde. Daneben erbaute Herzog Heinrich Julius von Braunschweig-Wolfenbüttel 1599 das Neue Haus, das älteste der eigentlichen Jagdschlösser der braunschweigischen Herzöge. Johannes Krabbe verzeichnete es 1603 in seiner Sollingkarte.
Seit den 1635 vollzogenen welfischen Teilungen verlief ungefähr entlang der Holzminde und der Dölme die Landesgrenze zwischen dem Herzogtum Braunschweig im Nordwesten und Kurhannover im Südosten. Die Grenze lag nun zwischen Jagdhaus und Gestüt. Beiderseits dieser Grenze entwickelten sich später zwei voneinander unabhängige Dörfer, beide mit dem Namen Neuhaus.

### Braunschweigisches Neuhaus
1635 bekam der braunschweigische Herzog August II. das nordwestliche Flurstück mit dem 1599 erbauten Jagdhaus. Wenig später wurde es im Dreißigjährigen Krieg zerstört. Von der zerstörten umfangreichen Anlage sind nur noch Reste vorhanden. Sie sind Bestandteil der Grundmauern eines denkmalgeschützten Hauses.
Um 1657 oder bald danach wurde es als das Neuehaus unter Rudolf August wieder aus Fachwerk aufgebaut.
Es diente zunächst der Jagd, später als Molkenhaus. Nach einer Phase geringer Nutzung, in der es nur noch der Aufbewahrung von Hirschgeweihen diente, kam es um 1755 an den Krüger des Pächters der Domäne Allersheim.
Nach dem Siebenjährigen Krieg, in einem Umfeld des Siedlungsausbaues, in dem später auch Abbecke entstand, verwies der braunschweigische Minister 1766 auf das Gerücht, dass auf hannoverscher Seite die Anlage eines Dorfes geplant sei. 1757 waren Pläne von Vermessungen angefertigt worden, um die Grundstücksnutzung über ein allersheimisches Vorwerk hinaus zu verbessern; auf diese Pläne konnte man nun zurückgreifen, so dass bald ein Dorf angelegt werden konnte. Das braunschweigische Neuhaus gehörte seit 1833 zum Landkreis Holzminden.

### Hannoversches Neuhaus

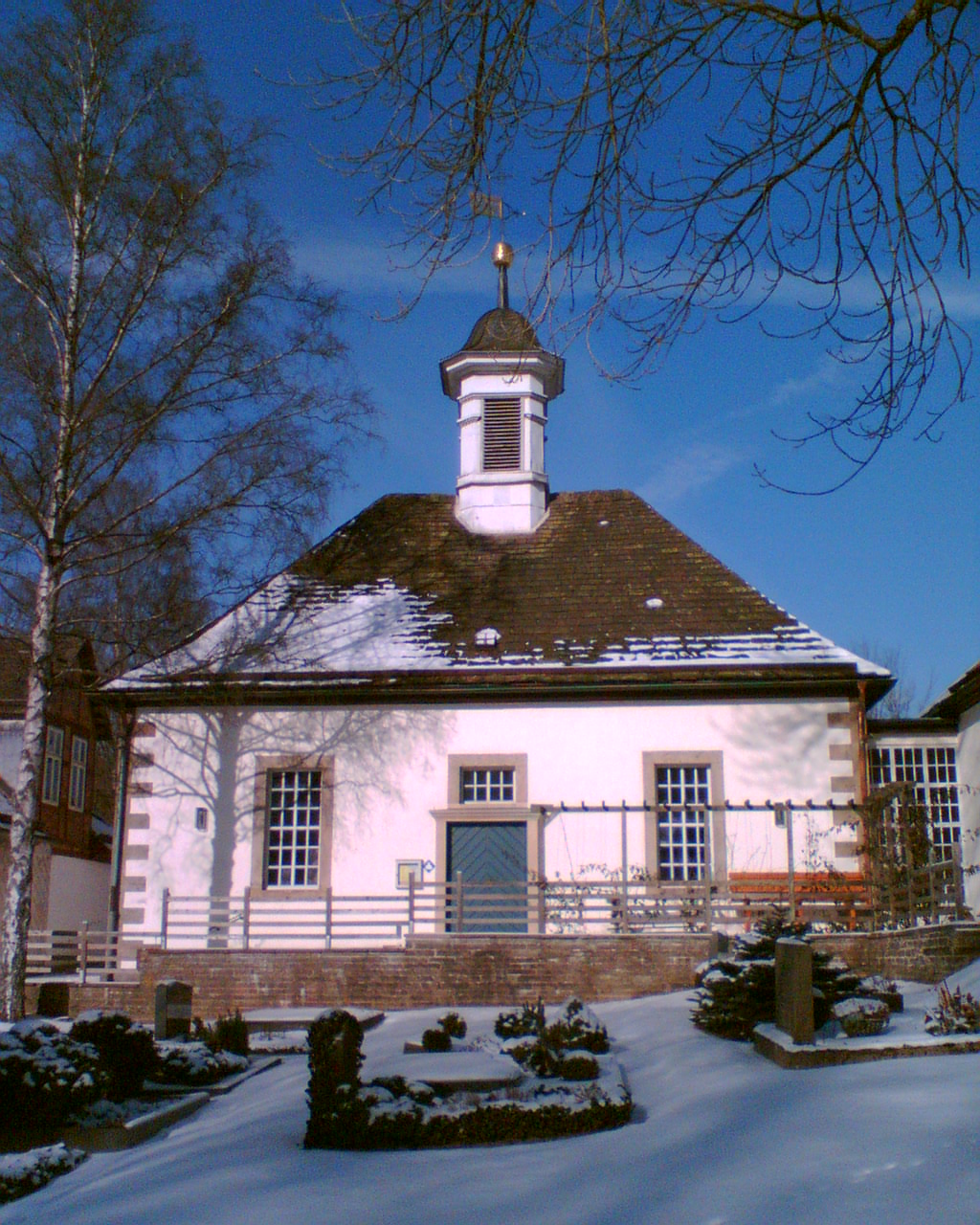
Der als Kapelle um 1780 erbaute ältere Teil der Christus-Kirche

1635 bekam Georg das südöstliche Flurstück mit der Gestütsfläche. Georg war Herzog des später in Hannover aufgegangenen Fürstentums Calenberg.
An der Weide wurde 1712 ein erstes Gestütsgebäude aus Fachwerk gebaut. Im 18. Jahrhundert wurde es als Neues Haus bezeichnet, später als Alte Stüterey. Um die Weide zu vergrößern, setzte der Pächter, der Leiter des Amtes Nienover, 1740 die begrenzenden Heidelbeersträucher in Brand. Da er das Feuer nicht kontrollieren konnte, brannte der gesamte angrenzende Wald des Moosberges und des Dasseler Mittelberges ab. Die Alte Stüterey wurde bald danach aufgegeben.
1760 wurde auf der hannoverschen Seite die seit dem ausgehenden Mittelalter mit dem Schloss und Amt Nienover verbundene landesfürstliche Stüterei nach Neuhaus verlegt. Bis 1774 wurde wieder ein Gestütsgebäude errichtet, zu dem auch eine Kapelle und ein Dienstgebäude gehörten. Es wurde Neues Gestüt oder auch Neues Haus genannt. Die Gebäude wurden im Stil des Klassizismus aus Stein gefertigt. Ein Lageplan der Gestütsanlage aus dieser Zeit wird im British Museum aufbewahrt.
Das Dienstgebäude wurde bis 1791 unter Georg III. so ausgebaut, dass es später als Schloss Neuhaus bezeichnet wurde. In dem Gestüt wurden auch die berühmten weißgeborenen Isabellen-Pferde gezüchtet zur Nutzung am Schloss Herrenhausen, bis die Zucht 1844 dorthin verlegt wurde. Zudem bestand in dem Ort bis zur Zollunion 1834 eine Zollstation. Mit dem gesamten Königreich Hannover fiel das hannoversche Neuhaus 1866 an Preußen und gehörte fortan zur preußischen Provinz Hannover, sodass es dann auch Preußisch Neuhaus genannt wurde.
Ab 1868 wurde das Vorwerk Neuhaus dem Remontedepot Hunnesrück zugeteilt, dem bereits die Vorwerke Erichsburg und Relliehausen angegliedert waren. Um 1920 wurde die Nutzung des Gestüts Neuhaus eingestellt. Die Wiesen werden seitdem von dem Gut Relliehausen und dem Gestüt Hunnesrück als Sommerweiden genutzt. Das Gestütsgebäude selbst beherbergt heute unter der Bezeichnung „Haus des Gastes“ eine Veranstaltungshalle und das Tourismusbüro.
Das hannoversche Neuhaus gehörte von 1885 bis 1932 zum Landkreis Uslar. Dieser wurde am 1. Oktober 1932 in den Landkreis Northeim eingegliedert, so dass das Dorf fortan zu diesem Landkreis gehörte.

### 20. Jahrhundert
Im Dezember 1910 hatte das braunschweigische Neuhaus 328 Einwohner und das hannoversche Neuhaus 171 Einwohner. 1965 hatten beide zusammen rund 1500 Einwohner. Am 20. Mai 1956 kam es zu einer Brandkatastrophe im Hotel Düsterdiek. In dem Fachwerkgebäude kamen sieben Personen ums Leben und 13 weitere wurden schwer verletzt.
In den 1960er und 1970er Jahren überflügelte der Tourismus die Holzwirtschaft hinsichtlich der wirtschaftlichen Bedeutung und führte zum Neubau einiger Hotels und Pensionen. 1965 wurde die Kapelle für die evangelisch-lutherische Gemeinde zu einer Winkelkirche ausgebaut. Mit Wirkung vom 1. Januar 1962 wurden durch Beschluss des niedersächsischen Landtages die drei Gemeinden Fohlenplacken, Neuhaus/Landkreis Holzminden und Preußisch Neuhaus/Landkreis Northeim zusammengeschlossen und dem Landkreis Holzminden zugeordnet. Am 1. Januar 1973 wurde die neue Gemeinde in die Kreisstadt Holzminden eingegliedert.
Am 8. November 1982 stürzte während eines Manövers ein US-Kampfflugzeug vom Typ F-4G Phantom II im Tiefflug in einem Waldgebiet nur 150 Meter nahe der Grundschule ab. Dabei kamen die beiden Piloten Colonel Gerald Raymond Linn und Captain Daniel K. Raichlen vom 52. US-Jagdgeschwader ums Leben.
Neuhaus war von 1972 bis Ende 2010 anerkannter heilklimatischer Kurort, 2012 wurden Baumaßnahmen eingeleitet, um den Fußgängerverkehr zwischen den historischen Ortshälften zu verbessern und um den Zugang zum Wildpark Neuhaus zu erleichtern.

## Kultur und Sehenswürdigkeiten

### Regelmäßige Veranstaltungen

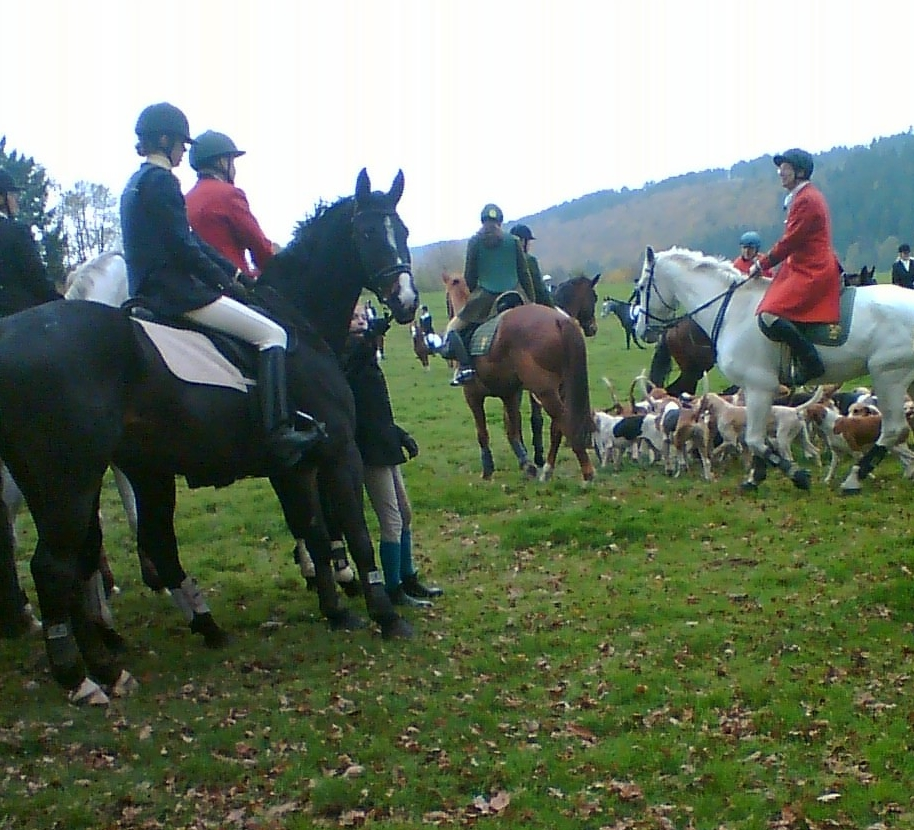
Startvorbereitungen zur Hubertusjagd

- Anlässlich des Hubertustages wird jährlich eine traditionsreiche Schleppjagd mit der Foxhound-Meute des Niedersachsen-Meute e. V. in Neuhaus im Solling ausgerichtet. Bei dieser Hubertusjagd handelt es sich um eine simulierte Parforcejagd, bei der keine lebenden Tiere gejagt werden.
- Im Haus des Gastes werden regelmäßig Kurkonzerte veranstaltet.
- Jährlich findet ein Fackelumzug zum Osterfeuer statt.

### Bauwerke

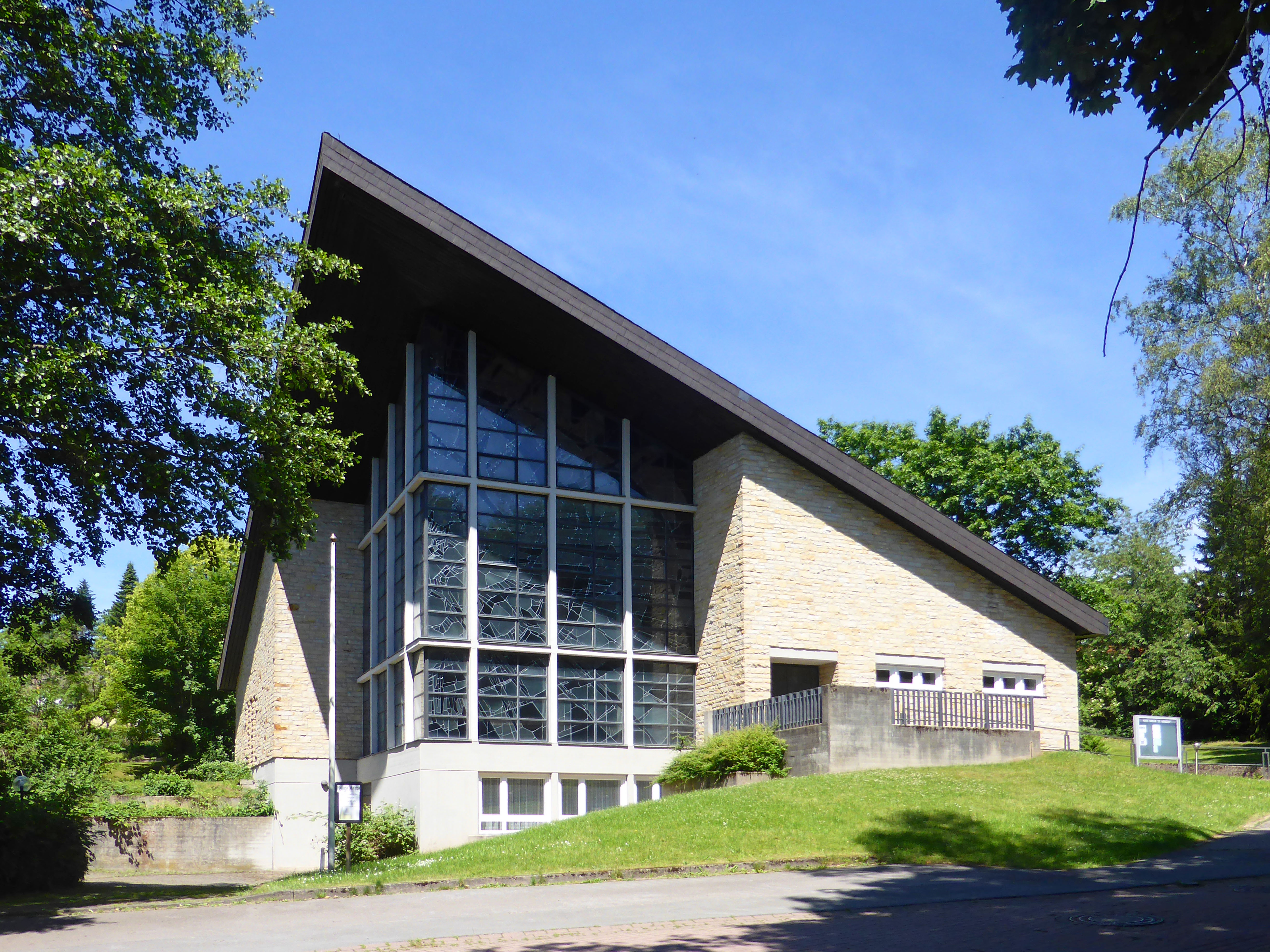
St.-Benedikt-Kirche

- Das klassizistische Gebäudeensemble des Jagdschlosses Neuhaus und die frühere Gestütskapelle prägen das Ortszentrum. Die 1965 erweiterte evangelisch-lutherische Kapelle bekam am 1. November 1992 den Namen Christus-Kirche.[12]
- Im Südosten des Ortes bildet ein unter Denkmalschutz stehendes Ensemble von Sandstein-Trockenmauern mit einer Länge von rund 10 km eine historische Abgrenzung der Weideflächen gegenüber der Mischwaldzone.[13]
- Nahe der B 497 steht das mit Sandsteinplatten behängte Fachwerkhaus, dessen Grundmauern auf das erste hiesige Jagdschloss zurückgehen und das nach der Nutzung als Krug des Vorwerkes Allersheim von 1863 bis 1964 als Forsthaus diente.
- Auch das vorherige Forsthaus, das seit 1905 als Pfarrhaus für die zum Kirchenkreis Holzminden-Bodenwerder gehörende Kirchgemeinde dient, ist erhalten und befindet sich gegenüber dem Jagdschloss.
- Die katholische St.-Benedikt-Kirche wurde von 1974 bis 1976 erbaut.[14] Die nach dem heiligen Benedikt von Nursia benannte Kirche gehört zur Pfarrei St. Josef in Holzminden.
- Von der 1850 gegründeten Glashütte Becker haben sich einige Gebäude erhalten.

### Wege und Parks
- Neuhaus ist Ausgangspunkt zahlreicher Rundwanderwege, die den Hochsolling erschließen.
- Am östlichen Ortsrand wurde eine Mountainbike-Strecke eingerichtet, an die sich Rundstrecken der Mountainbikeregion Solling-Vogler anschließen.
- Ein Erlebnispfad in der Nähe des Pilgerweges Loccum–Volkenroda weist auf die Bedeutung des lokalen Quarzsandvorkommens für die Glashütten im Solling hin.[15]
- Die Ortsmitte am Jagdschloss ist zu einer Grünanlage in der Art eines Parkes ausgebaut.
- Im südlichen Gemeindegebiet befindet sich der Wildpark Neuhaus.

### Gedenksteine

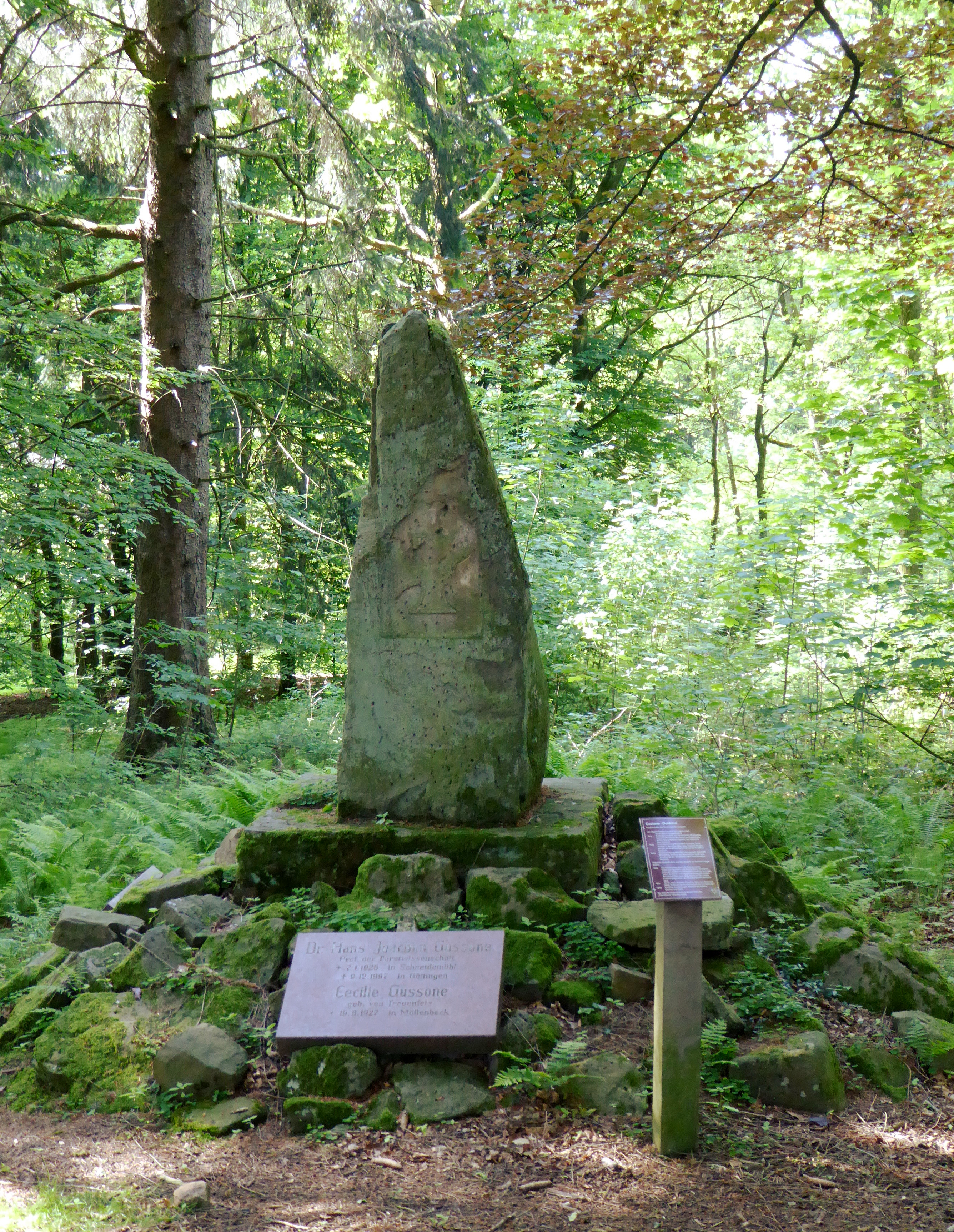
Gussone-Denkmal

- Am westlichen Ortsrand befindet sich der historische Grabstein der Glasmeisterfamilie Becker. Ein Zweig dieser ursprünglich aus dem Raum Großalmerode stammenden Glasmeisterfamilie, die auch die Glashütte Altenböddeken betrieb, gründete um 1850 in Neuhaus im Solling eine neue Glashütte, die sich aber neben der westlich benachbarten Glashütte Boffzen trotz eines Teilhabers aus Grünenplan nur bis in die 1920er Jahre behaupten konnte.[16][17][18] Die Stelle ist ausgeschildert als Station des Historischen Rundweges durch den Ort.
- Nördlich von Neuhaus befindet sich ein Denkstein für Forstmeister Johann Georg von Langen.
- Östlich von Neuhaus steht nahe am Ortsausgang ein Gedenkstein mit mehreren Gedenktafeln für die Försterfamilie Gussone.
- Am Rand der Ahlewiesen südlich von Neuhaus befindet sich der Bredenstein.
- Östlich von Neuhaus befindet sich der Hackelbergstein, um den sich Mythen und Sagen spinnen[19][20][21], sodass der Ort Teil der Deutschen Märchenstraße ist. Der Stein war in Krabbes Karte von 1603 verzeichnet und markierte wahrscheinlich die Grenze zum Hochstift Hildesheim.
- Gedenkstein Luthereiche 29. Oktober 2016 Gemarkung Neuhaus Flur 1 – Flurstück 77/12 – Unter dem Wildenkielskopf
- Zu Beginn der Eichenallee befindet sich ein Denkmal zur Erinnerung an Hermann Schrader, dem langjährigen Bürgermeister von Holzminden und Mitbegründer des Sollingvereins. Die Einweihung fand am 8. Mai 1902 statt.[22]

## Politik

### Ortsrat
Der Ortsrat, der Neuhaus vertritt, setzt sich aus elf Mitgliedern zusammen. Bei der Kommunalwahl am 11. September 2021 ergab sich folgende Sitzverteilung:
| Ortsrat 2021Insgesamt 11 Sitze - SPD: 4 - Grüne: 1 - UWG: 5 - CDU: 1 |

### Ortsbürgermeister
Ortsbürgermeister ist Lars Metje (SPD).

### Wappen
Die offizielle Beschreibung des Wappens von Neuhaus lautet im Antrag der Gemeinde vom 15. November 1954 an den Regierungspräsidenten laut Stadtarchiv Holzminden B.4 Nr. 22:
„Das geteilte Wappenfeld zeigt oben in Schwarz ein galoppierendes silbernes Pferd, unten in Silber ein diagonal gestelltes rotes Wiederkreuz mit vier ähnlichen und gleichfarbigen, aus dem Schildrand herausragenden Kreuzteilen.“
Die Kreuze sind dem Hackelbergstein entnommen. Weiter heißt es zur Begründung: „Neuhaus ist der Mittelpunkt des hohen Sollings, und in diesem Raume ist heute noch die Sage vom Wilden Jäger Hackelberg lebendig. Hier steht der uralte Hackelbergstein. Nun ist die Kreuzsymbolik dieses Steines und das weiße Ross Hackelbergs in das Wappen übernommen. Auch deutet das weiße Ross hin auf das ehemals so bedeutende Königliche Gestüt in Neuhaus.“